# Mr. Robot
Mr. Robot es una serie de televisión de género tecno-thriller y drama estadounidense creada por Sam Esmail. Está protagonizada por Rami Malek como Elliot Alderson, un ingeniero de seguridad informática y pirata informático que padece un trastorno de identidad disociativo, trastorno de ansiedad social y depresión clínica.
Elliot es reclutado por un anarquista insurreccional conocido como Mr. Robot, interpretado por Christian Slater, para unirse a un grupo de hacktivistas llamado fsociety. El grupo tiene como objetivo destruir todos los registros bancarios de créditos mediante el cifrado de los datos financieros del conglomerado más grande del mundo, E Corp.
El episodio piloto se estrenó en múltiples servicios en línea de video bajo demanda el 27 de mayo de 2015. La primera temporada se estrenó en USA Network el 24 de junio de 2015 y la segunda temporada el 13 de julio de 2016. La tercera temporada, de 10 episodios, se estrenó el 11 de octubre de 2017. En diciembre de 2017 se renovó la cuarta y última temporada de la serie, que fue estrenada el 6 de octubre de 2019.
Mr. Robot fue aclamada por la crítica y fue nominada a múltiples premios, entre los que ganó el Globo de Oro a la mejor serie de Drama y se hizo acreedor de un premio Peabody. En 2016, la serie recibió seis nominaciones a los Premios Primetime Emmy, incluido el de la mejor serie dramática, y ganó el Primetime Emmy al mejor actor en una serie dramática a Rami Malek.

## Sinopsis
La serie gira en torno a Elliot Alderson, un joven que trabaja como ingeniero de seguridad en la empresa neoyorquina de seguridad informática Allsafe. Constantemente luchando con el trastorno de ansiedad social, trastorno de identidad disociativo y depresión clínica, el proceso de pensamiento de Elliot parece fuertemente influido por la paranoia y el delirio. Se conecta con personas hackeándolas, lo que a menudo le lleva a actuar como vigilante clandestino de internet. Es reclutado por Mr. Robot, un misterioso anarquista insurreccional, uniéndose a su equipo de hacktivistas conocido como fsociety. Una de sus misiones es cancelar todas las deudas de crédito destruyendo los datos de una de las corporaciones más grandes del mundo, E Corp (que Elliot percibe como Corporación Malvada), que también es el principal cliente de Allsafe.

## Elenco y personajes
| Actor / Actriz         | Personaje          | Temporada  | Temporada  | Temporada  | Temporada  |
| Actor / Actriz         | Personaje          | 1          | 2          | 3          | 4          |
| ---------------------- | ------------------ | ---------- | ---------- | ---------- | ---------- |
| Rami Malek             | Elliot Alderson    | Principal  | Principal  | Principal  | Principal  |
| Carly Chaikin          | Darlene Alderson   | Principal  | Principal  | Principal  | Principal  |
| Portia Doubleday       | Angela Moss        | Principal  | Principal  | Principal  | Principal  |
| Martin Wallström       | Tyrell Wellick     | Principal  | Principal  | Principal  | Principal  |
| Christian Slater       | Mr. Robot          | Principal  | Principal  | Principal  | Principal  |
| Frankie Shaw           | Shayla Nico        | Principal  |            |            |            |
| Sunita Mani            | Trenton            | Principal  | Principal  |            |            |
| Azhar Khan             | Mobley             | Principal  | Principal  |            |            |
| Gloria Reuben          | Krista Gordon      | Recurrente | Recurrente | Recurrente | Recurrente |
| Michael Cristofer      | Phillip Price      | Recurrente | Principal  |            |            |
| Stephanie Corneliussen | Joanna Wellick     | Recurrente | Principal  | Principal  |            |
| Grace Gummer           | Dominique DiPierro |            | Principal  | Principal  | Principal  |
| BD Wong                | Whiterose          | Invitado   | Recurrente | Principal  | Principal  |
| Bobby Cannavale        | Irving             |            |            | Principal  | Invitado   |
| Ashlie Atkinson        | Janice             |            |            |            | Principal  |
| Elliot Villar          | Fernando Vera      | Recurrente |            | Invitado   | Principal  |
| Brian Stokes Mitchell  | Scott Knowles      | Invitado   | Invitado   | Invitado   | Invitado   |
| Sandrine Holt          | Susan Jacobs       |            | Invitado   |            |            |

## Episodios
| Temporada | Temporada | Episodios | Episodios | Emisión original      | Emisión original        |
| Temporada | Temporada | Episodios | Episodios | Primera emisión       | Última emisión          |
| --------- | --------- | --------- | --------- | --------------------- | ----------------------- |
|           | 1         | 10        | 10        | 24 de junio de 2015   | 2 de septiembre de 2015 |
|           | 2         | 12        | 12        | 13 de julio de 2016   | 11 de octubre de 2016   |
|           | 3         | 10        | 10        | 11 de octubre de 2017 | 13 de diciembre de 2017 |
|           | 4         | 13        | 13        | 6 de octubre de 2019  | 22 de diciembre de 2019 |

## Producción

### Concepción y desarrollo

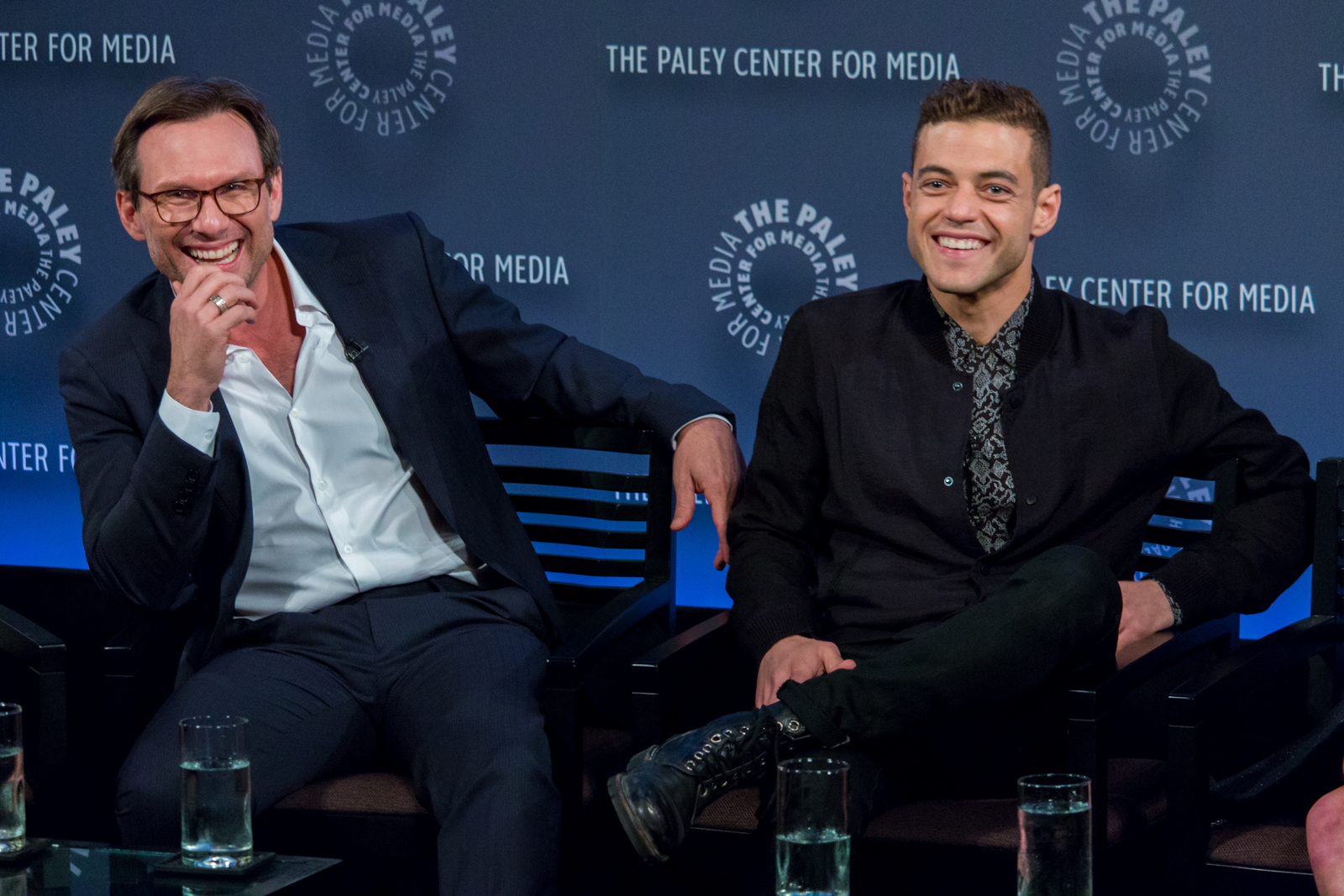
Christian Slater y Rami Malek hablaron como parte del panel de Mr. Robot durante el PaleyFest de 2015.

Sam Esmail, el creador y productor ejecutivo de la serie, es el guionista acreditado en la gran mayoría de los episodios. Estaba fascinado por la cultura Hacker y llevaba alrededor de 15 años queriendo hacer una película sobre ello. En la producción, consultó a expertos para dar una imagen realista de las actividades de la piratería informática. Otra inspiración para él, que es descendiente de egipcios, fue la Primavera Árabe, donde los jóvenes que estaban enfadados con la sociedad, usaban las redes sociales para provocar un cambio.
Sam Esmail había pensado originalmente que Mr. Robot fuera un largometraje, y que al final del primer acto alguien descubría que Elliot tenía un trastorno mental, mientras realizaba un plan mayor. Sin embargo, a mitad del primer acto, se dio cuenta de que el guion se había expandido considerablemente y que se había convertido en un guion más adecuado para una serie de televisión. Quitó veinte de las ochenta y nueve páginas del guion y las reescribió para usarlas como episodio piloto de una serie y lo que habría sido el final del primer acto se convirtió en el final de la primera temporada.
Esmail llevó el guion a la compañía de producción de cine y televisión Anonymous Content para ver si podrían desarrollar la serie de televisión, que luego recogió USA Network, quien encargó el episodio piloto en julio de 2014, y aceptó el piloto con un encargo de 10 episodios en diciembre de 2014. La producción comenzó en Nueva York el 13 de abril de 2015. El piloto se estrenó en múltiples servicios en línea de vídeo bajo demanda el 27 de mayo de 2015, y la segunda temporada de la serie se renovó antes de estrenarse la primera temporada el 24 de junio de 2015. En diciembre de 2015, se anunció que Sam Esmail dirigiría todos los episodios en la segunda temporada. En junio de 2016 se anunció el incremento de diez a doce episodios. La segunda temporada con los doce episodios se estrenó el 13 de julio de 2016. El 16 de agosto de 2016, USA Network renovó la tercera temporada que se estrenaría en 2017. La tercera temporada debutó el 11 de octubre de 2017 y consistió en 10 episodios. Todos los episodios fueron dirigidos por Sam Esmail, al igual que en la segunda temporada. El 13 de diciembre de 2017, USA Network renovó la cuarta temporada.
Para retratar la visión del inusual mundo, a menudo confusa, del personaje principal Elliot Alderson, Franklin Peterson editó tres episodios de Mr. Robot de la primera temporada y seis de la segunda temporada; utilizó estilos creativos de edición que incluyeron saltos, diferentes longitudes de tomas y mezclas de escenas alrededor de un episodio y, a veces, incluso entre episodios. Esmail alentó la experimentación mientras Peterson y su equipo exploraban la personalidad de cada personaje en el conjunto de edición, encontrando maneras creativas de contar sus historias y mantener su humanidad.

### Precisión técnica
Mr. Robot ha sido ampliamente elogiado por su precisión técnica por numerosas empresas y servicios de seguridad cibernética como Avast, Panda Security, Avira, Kaspersky, Proton Mail, y blogueros que diseccionan la serie y comentan sobre la tecnología y los aspectos técnicos después de cada episodio. Aparte del episodio piloto, Esmail contrató a Kor Adana, exanalista de seguridad de redes y gerente forense de Toyota Motor Sales, Michael Bazzell, consultor de seguridad y antiguo agente e investigador del FBI en el grupo de trabajo de delitos cibernéticos, y James Plouffe, arquitecto principal de soluciones en MobileIron, como sus asesores para supervisar la precisión técnica de la serie. 
En la segunda temporada, Adana formó un equipo de hackers y expertos en ciberseguridad, incluido Jeff Moss, fundador y director de conferencias de seguridad informática Black Hat y DEF CON, Marc Rogers, principal investigador de seguridad de Cloudflare y jefe de seguridad de DEF CON, Ryan Kazanciyan, arquitecto jefe de seguridad de Tanium, y Andre McGregor, director de seguridad de Tanium y exagente del grupo de trabajo de delitos cibernéticos del FBI, para ayudarlo con la autenticidad de los hackeos y la tecnología utilizada. Las escenas de hackeos son interpretadas por miembros del equipo técnico en la realidad, grabadas y reconstruidas utilizando Animación Flash. El animador Adam Brustein llevó a cabo el proceso de animación bajo la supervisión directa del propio Kor Adana.

### Detalles técnicos adicionales
La serie ha sido utilizada como material educativo en cursos de ciberseguridad en instituciones como la Universidad de Nueva York, donde se analizan sus hacks para enseñar técnicas reales de penetración. Expertos como Bruce Schneier han destacado que la serie evita los clichés hollywoodenses al mostrar procesos de hacking realistas, como el uso de Raspberry Pi para ataques de red o la explotación de vulnerabilidades zero-day.
En la tercera temporada, el equipo técnico colaboró con The Tor Project para representar con precisión el uso de la red Tor y herramientas como Metasploit. Además, consultores como Chris Rock (experto en forense digital) verificaron las escenas de análisis forense, como la recuperación de datos de dispositivos dañados.

### Impacto en la industria
La representación de herramientas como Kali Linux y técnicas como el phishing avanzado en la serie ha sido citada en conferencias como DEF CON y Black Hat como ejemplo de divulgación técnica precisa. El propio creador, Sam Esmail, ha declarado que trabajó con el EFF para asegurar que los temas de privacidad digital fueran representados con rigor.

## Recepción

### Respuesta crítica
| Temporada | Temporada | Respuesta crítica | Respuesta crítica |
| Temporada | Temporada | Rotten Tomatoes   | Metacritic        |
| --------- | --------- | ----------------- | ----------------- |
|           | 1         | 98% (60 reseñas)  | 79 (24 reseñas)   |
|           | 2         | 90% (39 reseñas)  | 81 (28 reseñas)   |
|           | 3         | 92% (20 reseñas)  | 82 (9 reseñas)    |
|           | 4         | 96% (19 reseñas)  | 81 (5 reseñas)    |

#### Temporada 1
La primera temporada de Mr. Robot fue aclamada por la crítica. En Rotten Tomatoes, tiene una calificación de 98%, sobre la base de 57 reseñas, con una calificación promedio de 8.36/10. El consenso del sitio dice, «Mr. Robot es un thriller cibernético con historias oportunas y una premisa intrigante y provocadora». Estableció un récord en Rotten Tomatoes como el único show que obtuvo calificaciones de episodios perfectos durante toda una temporada desde que el sitio comenzó a calificar episodios de televisión. En Metacritic, la primera temporada obtuvo 79 de 100, con base en 24 críticas, lo que indica «reseñas generalmente favorables».
Merrill Barr de Forbes hizo una crítica muy positiva al escribir, «Mr. Robot tiene uno de los mejores inicios que cualquier serie en mucho tiempo" y que "podría ser la serie que finalmente, después de años de ignorancia, pone una que merece una red entre los gustos de HBO, AMC y FX en términos de aclamación».
En The New York Times, Alessandra Stanley señaló que «Occupy Wall Street, el movimiento de protesta que estalló en 2011, no hizo mucho para frenar la industria financiera. Sin embargo, no se extinguió. Se hizo Hollywood», antes de encontrar Mr. Robot, «una nueva serie intrigante […] un thriller cibernético infundido con un pesimismo oscuro, casi nihilista sobre Internet, el capitalismo y la desigualdad de ingresos. Y eso lo hace un poco divertido». El crítico británico del The Daily Telegraph, Michael Hogan le dio cinco estrellas al programa y descubrió que era «The Matrix mezclado con Fight Club mezclado con Robin Hood", señalando que, «desconcertantemente, le tomó meses a una cadena del Reino Unido obtener los derechos». Aunque Hogan descubrió que se prestaba demasiada atención a la ansiedad social de Elliot, finalmente decidió que «este antihéroe alienado era un personaje brillante y audazmente complejo». En general, Hogan concluyó que el show merecía encontrar una audiencia en el Reino Unido.
Mr. Robot hizo una lista de varios críticos para los mejores programas de televisión de 2015. Tres críticos, Jeff Jensen de Entertainment Weekly, Rob Sheffield de Rolling Stone, y el personal de TV Guide, lo nombró el mejor show del año. La serie también ocupó el segundo lugar en la lista de otros tres críticos, y fue nombrada entre las mejores del año por otros cuatro críticos.

#### Temporada 2
La segunda temporada también recibió la aclamación de la crítica. En Rotten Tomatoes, tiene un puntaje de 92%, basado en 35 reseñas, con una calificación promedio de 8.05/10. El consenso del sitio es el siguiente: «Una narración única, un tono más oscuro y oportunidades desafiantes para su estrecho elenco empujan a Mr. Robot aún más lejos en el territorio televisivo desconocido». En Metacritic, tiene un puntaje de 81 de 100, basado en 28 reseñas, lo que indica «aclamación universal».
Sonia Saraiya de Variety elogió la actuación de Rami Malek y escribió: «Son los ojos conmovedores y el patetismo silencioso de Malek los que le dan a Mr. Robot su calidez inesperada, mientras el espectador es atraído al caos y la confusión de Elliot». Tim Goodman de The Hollywood Reporter alabó la dirección de Sam Esmail, escribiendo «el trabajo de cámara de Esmail—personajes metidos en las esquinas del marco, entre otras composiciones no tradicionales—sigue dando la sensación de desorientación y nunca se siente cansado» y «hay algunas cosas buenas en las primeras dos horas que son brillantemente concebido y […] contribuye a lo que es una de las horas más notables en la televisión».

#### Temporada 3
La tercera temporada también recibió aclamaciones y críticas newton. En Rotten Tomatoes, tiene un puntaje de 92%, basado en 17 reseñas, con una calificación promedio de 8,25/10. En Metacritic, tiene un puntaje de 82 de 100, basado en 9 críticas, lo que indica «aclamación universal».
Basándose en seis episodios para su revisión, Darren Franich de Entertainment Weekly le dio una calificación de "A", calificándola de «obra maestra del noir», y en general, escribió que «la tercera temporada de Mr. Robot es una obra maestra que lastra las ambiciones globales de la temporada 2 mientras nos enfocamos en la meticulosa construcción de la temporada 1».

### Reconocimientos
| Año  | Premio                                | Categoría                                                                    | Nominado(s)                                                                                                  | Resultado | Ref.          |
| ---- | ------------------------------------- | ---------------------------------------------------------------------------- | --- | --------- | ------------- |
| 2015 | South by Southwest                    | Premio del público al mejor episodio                                         | Mr. Robot | Ganador   | [ 61 ]        |
| 2015 | Premios Gotham                        | Breakthrough Series – Long Form                                              | Mr. Robot | Ganador   | [ 62 ]        |
| 2015 | Premios American Film Institute       | Programas de televisión del año                                              | Mr. Robot | Ganador   | [ 63 ]        |
| 2016 | Premios People's Choice               | Actor favorito de televisión por cable                                       | Christian Slater                                                                                             | Nominado  | [ 64 ]        |
| 2016 | Premios Satellite                     | Mejor serie dramática                                                        | Mr. Robot | Nominado  | [ 65 ]        |
| 2016 | Premios Satellite                     | Mejor actor de serie - Drama                                                 | Rami Malek                                                                                                   | Nominado  | [ 65 ]        |
| 2016 | Premios Satellite                     | Mejor actor de reparto para serie, miniserie o telefilme                     | Christian Slater                                                                                             | Ganador   | [ 65 ]        |
| 2016 | Premios WGA                           | Mejor serie dramática                                                        | Kyle Bradstreet, Kate Erickson, Sam Esmail, David Iserson, Randolph Leon, Adam Penn, Matt Pyken              | Nominado  | [ 66 ]        |
| 2016 | Premios WGA                           | Mejor serie nueva                                                            | Kyle Bradstreet, Kate Erickson, Sam Esmail, David Iserson, Randolph Leon, Adam Penn, Matt Pyken              | Ganador   | [ 66 ]        |
| 2016 | Premios del Sindicato de Actores      | Mejor actor de televisión - Drama                                            | Rami Malek                                                                                                   | Nominado  | [ 67 ]        |
| 2016 | Premios Globo de Oro                  | Mejor serie dramática                                                        | Mr. Robot | Ganador   | [ 68 ]        |
| 2016 | Premios Globo de Oro                  | Mejor actor de serie de televisión - Drama                                   | Rami Malek                                                                                                   | Nominado  | [ 68 ]        |
| 2016 | Premios Globo de Oro                  | Mejor actor de reparto de serie, miniserie o telefilme                       | Christian Slater                                                                                             | Ganador   | [ 68 ]        |
| 2016 | 6th Critics' Choice Television Awards | Best Drama Series                                                            | Mr. Robot | Ganador   | [ 69 ]        |
| 2016 | 6th Critics' Choice Television Awards | Best Actor in a Drama Series                                                 | Rami Malek                                                                                                   | Ganador   | [ 69 ]        |
| 2016 | 6th Critics' Choice Television Awards | Best Guest Performer in a Drama Series                                       | B. D. Wong                                                                                                   | Nominado  | [ 69 ]        |
| 2016 | 6th Critics' Choice Television Awards | Best Supporting Actor in a Drama Series                                      | Christian Slater                                                                                             | Ganador   | [ 69 ]        |
| 2016 | Dorian Awards                         | TV Drama of the Year                                                         | Mr. Robot | Nominado  | [ 70 ]        |
| 2016 | Dorian Awards                         | TV Performance of the Year – Actor                                           | Rami Malek                                                                                                   | Nominado  | [ 70 ]        |
| 2016 | 42nd Saturn Awards                    | Best Action-Thriller Television Series                                       | Mr. Robot | Nominado  | [ 71 ]        |
| 2016 | 75th Peabody Awards                   | Peabody Award                                                                | Mr. Robot | Ganador   | [ 72 ]        |
| 2016 | 32nd TCA Awards                       | Program of the Year                                                          | Mr. Robot | Nominado  | [ 73 ]        |
| 2016 | 32nd TCA Awards                       | Outstanding Achievement in Drama                                             | Mr. Robot | Nominado  | [ 73 ]        |
| 2016 | 32nd TCA Awards                       | Outstanding New Program                                                      | Mr. Robot | Ganador   | [ 73 ]        |
| 2016 | 32nd TCA Awards                       | Individual Achievement in Drama                                              | Rami Malek                                                                                                   | Nominado  | [ 73 ]        |
| 2016 | 68th Primetime Emmy Awards            | Outstanding Drama Series                                                     | Mr. Robot | Nominado  | [ 74 ]        |
| 2016 | 68th Primetime Emmy Awards            | Outstanding Lead Actor in a Drama Series                                     | Rami Malek in "eps1.0 hellofriend.mov"                                                                       | Ganador   | [ 74 ]        |
| 2016 | 68th Primetime Emmy Awards            | Outstanding Writing for a Drama Series                                       | Sam Esmail for "eps1.0 hellofriend.mov"                                                                      | Nominado  | [ 74 ]        |
| 2016 | 68th Primetime Emmy Awards            | Outstanding Music Composition for a Series                                   | Mac Quayle por "eps1.0 hellofriend.mov"                                                                      | Ganador   | [ 74 ]        |
| 2016 | 68th Primetime Emmy Awards            | Outstanding Casting for a Drama Series                                       | Susie Farris, Beth Bowling, Kim Miscia                                                                       | Nominado  | [ 74 ]        |
| 2016 | 68th Primetime Emmy Awards            | Outstanding Sound Mixing for a Comedy or Drama Series (One-Hour)             | John W. Cook II, Bill Freesh, Timothia Sellers, Andrew Morgado                                               | Nominado  | [ 74 ]        |
| 2016 | 7th Critics' Choice Television Awards | Best Drama Series                                                            | Mr. Robot | Nominado  | [ 75 ]        |
| 2016 | 7th Critics' Choice Television Awards | Best Actor in a Drama Series                                                 | Rami Malek                                                                                                   | Nominado  | [ 75 ]        |
| 2016 | 7th Critics' Choice Television Awards | Best Supporting Actor in a Drama Series                                      | Christian Slater                                                                                             | Nominado  | [ 75 ]        |
| 2017 | 74th Golden Globe Awards              | Best Actor – Television Series Drama                                         | Rami Malek                                                                                                   | Nominado  | [ 76 ]        |
| 2017 | 74th Golden Globe Awards              | Best Supporting Actor – Series, Miniseries or Television Film                | Christian Slater                                                                                             | Nominado  | [ 76 ]        |
| 2017 | 23rd Screen Actors Guild Awards       | Outstanding Performance by a Male Actor in a Drama Series                    | Rami Malek                                                                                                   | Nominado  | [ 77 ]        |
| 2017 | 53rd Cinema Audio Society Awards      | Outstanding Achievement in Sound Mixing for Television Series – One Hour     | William Sarokin, John W. Cook II, Bill Freesh, Beaux Nyguard and Mike Marino for "eps2.8_h1dden-pr0cess.axx" | Nominado  | [ 78 ]        |
| 2017 | 67th ACE Eddie Awards                 | Best Edited One Hour Series for Commercial Television                        | Philip Harrison for "eps2.4m4ster-s1ave.aes"                                                                 | Nominado  | [ 79 ]        |
| 2017 | 21st Satellite Awards                 | Best Drama Series                                                            | Mr. Robot | Nominado  | [ 80 ] [ 81 ] |
| 2017 | 21st Satellite Awards                 | Best Actor in a Drama Series                                                 | Rami Malek                                                                                                   | Nominado  | [ 80 ] [ 81 ] |
| 2017 | Society of Camera Operators Awards    | Camera Operator of the Year – Television                                     | Aaron Medick                                                                                                 | Nominado  | [ 82 ]        |
| 2017 | 43rd Saturn Awards                    | Best Action/Thriller Television Series                                       | Mr. Robot | Nominado  | [ 83 ]        |
| 2017 | 2017 MTV Movie & TV Awards            | Best Fight Against the System                                                | Mr. Robot | Nominado  | [ 84 ]        |
| 2017 | 69th Primetime Emmy Awards            | Outstanding Guest Actor in a Drama Series                                    | B. D. Wong                                                                                                   | Nominado  | [ 85 ]        |
| 2017 | 69th Primetime Emmy Awards            | Outstanding Cinematography for a Single-Camera Series (One Hour)             | Tod Campbell for "eps2.0_unm4sk-pt1.tc"/"eps2.0_unm4sk-pt2.tc"                                               | Nominado  | [ 85 ]        |
| 2017 | 69th Primetime Emmy Awards            | Original Creative Achievement in Interactive Media within a Scripted Program | The Mr. Robot Virtual Reality Experience                                                                     | Nominado  | [ 85 ]        |
| 2017 | 69th Primetime Emmy Awards            | Outstanding Sound Mixing for a Comedy or Drama Series (One Hour)             | John W. Cook II, Bill Freesh, William Sarokin, Paul Drenning for "eps2.8_h1dden-pr0cess.axx"                 | Nominado  | [ 85 ]        |
| 2018 | 75th Golden Globe Awards              | Best Supporting Actor – Series, Miniseries or Television Film                | Christian Slater                                                                                             | Nominado  | [ 86 ]        |
| 2018 | 8th Critics' Choice Television Awards | Best Supporting Actor in a Drama Series                                      | Bobby Cannavale                                                                                              | Nominado  | [ 87 ]        |
| 2018 | 16th Visual Effects Society Awards    | Outstanding Supporting Visual Effects in a Photoreal Episode                 | Ariel Altman, Lauren Montuori, John Miller, Luciano DiGeronimo for "eps3.4_runtime-err0r.r00"                | Nominado  | [ 88 ]        |

#### Listas Top 10 de los críticos
| 2015 |
| --- |
| - N.º 1 Entertainment Weekly - N.º 1 Complex - N.º 1 Rolling Stone - N.º 1 TV Fanatic - N.º 1 TV Guide - N.º 1 NPR - N.º 2 IGN - N.º 2 TV Insider - N.º 5 Time - N.º 5 TV.com - N.º 6 Business Insider - N.º 6 The Hollywood Reporter - N.º 6 New York Post - N.º 7 Adweek - N.º 7 Uproxx - N.º 8 TheWrap - N.º 10 USA Today - — The Atlantic - — Associated Press - — Maxim - — Variety - — Vanity Fair - — Vogue - — Wired |

| 2016                                                                                      |
| ----------------------------------------------------------------------------------------- |
| - N.º 3 Hidden Remote - N.º 5 Complex - N.º 6 Tulsa World - N.º 10 IndieWire - — Newsweek |